# Walery Amrogowicz
Walery Cyryl Amrogowicz (ur. 1863 w Nowogrodzie, zm. 31 sierpnia 1931 w Krynicy) – polski kolekcjoner monet i dzieł sztuki, działacz społeczny.

## Życiorys
Jego rodzicami byli Konstanty i Amelia z domu Kamińskich, miał siostrę bliźniaczkę Walerię. Z powodu problemów zdrowotnych nie ukończył gimnazjum. Pracował jako sekretarz sądowy. Jako głęboki polski patriota wspierał finansowo Towarzystwo Pomocy Naukowej im. Karola Marcinkowskiego, budowę Domu Polskiego „Bazar”, Towarzystwo Czytelni Ludowych. W 1908 roku został członkiem Towarzystwa Naukowego w Toruniu. Po podpisaniu traktatu wersalskiego w 1919 roku został mianowany starostą w Kościerzynie, a następnie w Pucku. Obu nominacji nie przyjął z powodu problemów zdrowotnych. Po wojnie założył w Sopocie Bank ludowy, a w Gdańsku towarzystwo naukowe Guldenrunde (późniejsze Towarzystwo Numizmatyczne).
Był numiznatykiem, monety kupował w niemieckich firmach numizmatycznych oraz pozyskiwał je ze znalezisk. W 1911 roku na wystawie ludoznawczej kaszubko-pomorskiej po raz pierwszy zaprezentował swoją kolekcję monet. Pod pseudonimem „Wakowicz” napisał niewielką książkę poświęconą monetom używanym na Pomorzu od najdawniejszych czasów po nowożytne. Zbierał również zabytki sztuki kaszubskiej oraz zbiory grafik (m.in. Rembrandta, Albrechta Dürera, Jacquesa Callota, Jeremiasza Falcka). W jego kolekcji znajdowały się również dzieła ze starożytności, m.in. asyryjskie tabliczki z pismem klinowym, amforę pompejańską, rzymskie lampki.
Zmarł 31 sierpnia 1931 podczas kuracji w Krynicy. Został pochowany na cmentarzu w Kościerzynie. Zgodnie z testamentem Amrogowicza po jego śmierci większość jego zbiorów przeszła na własność Towarzystwa Naukowego w Toruniu.